# Patrick Bokanowski
Patrick Bokanowski (Alger, Algèria francesa; 23 de juny de 1943) és un cineasta francès que realitza pel·lícules experimentals i d'animació.

## Carrera
La pel·lícula The Angel (1982) és la seva obra més destacada. S'acompanya d'una banda sonora feta per la seva dona, Michèle Bokanowski, i publicada al disc de CD L'Ange ' trAace.
Bokanowski desenvolupa treballs entre els gèneres cinematogràfics tradicionals: curtmetratge, cinema experimental i animació. La seva manera de tractar el material fílmic és la seva investigació a la frontera de les arts òptiques i visuals, sempre en un "intermedi" per crear. Posa en dubte la idea que l'essència del cinema hauria de ser reproduir la realitat, és a dir, els nostres hàbits de pensar i de sentir. Les seves pel·lícules contradiuen l '"objectivitat" de la fotografia que és fonamentalment essencial per a la majoria de les produccions mundials de cinema. Els experiments de Bokanowski, amb l'objectiu d'obrir el cinema a altres possibilitats expressives, per exemple la "deformació" de les lents objectives (encara que prefereix el terme "subjectiu"), testimonien visions purament mentals que ignoren les representacions convencionals, que afecten la realitat, transformen i donant a l'espectador de les seves pel·lícules noves aventures perceptives.
Al fullet que acompanya el DVD que conté els dos únics documentals de Bokanowski (La Part du Hasard, 1984, sobre el pintor Henri Dimier; i Le Rêve éveillé, 2003; diàlegs entre la psicoterapeuta Colette Aboulker-Muscat i els seus pacients), l'editor Pip Chodorov va escriure: "La recerca del desbordament de la percepció i, per tant, d'un mateix, és una expressió de l'espiritualitat present en la vida d'aquestes dues figures: inspiració que també trobem a les pel·lícules de Bokanowski, que també són cerques d'abstracció en allò real i misteriós. espais en blanc que recuperen el quotidià. A la seva pel·lícula The Angel els personatges busquen llum i s’eleven en espirals cap a les balises de llum blanca i pura, els investigadors bibliotecaris fan una ferotge recerca intel·lectual, amb l'esperança d’una resposta il·luminadora enterrada sota muntanyes de llibres. La llum té un paper central per al cineasta, tal com ho fa per al pintor i el terapeuta, com a cim de plaer dramàtic. Som tirats cap endavant, cap amunt, a través d'aquestes fuites al crepuscle cap a la llum ". Segons Raphaël Bassan, al seu article «L'Ange : Un météore dans le ciel de l'animation», l'obra de Patrick Bokanowski es pot considerar els inicis de l'animació contemporània.

## Filmografia
- 1972: La Femme qui se poudre, 16 mm, blanc i negre, 15 minuts.
- 1974: Déjeuner du matin, 16 mm, color, 11'30 minutes.
- 1982: L'Ange, 35 mm, color, 64 Minutes and 5 Seconds.
- 1984: La Part du hasard, 16 mm, Color, 52 Minutes.
- 1992: La Plage, 16 mm, Color, 12 Minutes and 45 Seconds.
- 1993: Au bord du lac, 16 mm, color, 5'30 minuts.
- 1998: Flammes, 35 mm, color, 3'40 minuts.
- 2002: Le Canard à l'orange, 16 mm, Ccolor, 8 minuts.
- 2002: Eclats d'Orphée, 16 mm, color, 4'35 minuts.
- 2003: Le Rêve éveillé, video,color, 41 minuts.
- 2008: Battements solaires, 35 mm, color, 17'45 minuts.
- 2014: Un Rêve, 35 mm, color, 30'55 minuts.
- 2016: Un Rêve Solaire, 35 mm, color, 63 minuts.[5]
- 2018: L'envol, color, 8 minuts.[6]
- 2018: L’indomptable, color, 4 minuts.

## Publicacions sobre les seves pel·lícules
- Gérard Langlois, «L'la imatge estàndard en qüestió,» Cinéma pratique, n° 137, mai–juin 1975, p. 46–49, 80. (En francès)
- Dominique Noguez, «Préface du catàleg,» Trente ans de cinéma expérimental en França: 1950–1980, Paris, ARCEF, 1982. (En francès)
- Raphaël Bassan, «Bokanowski/Kamler: Deux avantguardes graphiques,» Canal, n° 49, juillet–septembre 1982. (En francès)
- Raphaël Bassan, «L'Ange: Un météore dans le ciel de l'animació,» La Revue du cinéma, n° 393, avril 1984. (En francès)
- Vincent Ostria, «L'escalier de l'être-ange,» Cahiers du cinéma, n° 358, avril 1984, p. 46–47. (En francès)
- Youssef Ishaghpour, «Bokanowski: L'Ange,» Cinéma contemporain: De ce côté du miroir, Paris, Éditions de la Différence, 1986, p. 318–331. (En francès)
- Dominique Noguez, «La montée de la lumière: Bokanowski,» Le cinéma autrement, Paris, Éditions du Cerf, 1987, p. 280–281. (En francès)
- Patrick Bokanowski, «L'Ange,» Soroll n° 12, Paris, Maeght Éditeur, 1990. (En francès)
- Sous la Direcció de María Klonáris et Katerína Thomadáki, Tecnologies et imaginaires: Art cinéma, art vidéo, art ordinateur, Paris, Dis Voir, 1990. (En francès)
- Entretien de Patrick Bokanowski avec le Groupe Art Toung, «Estils d'imatge cinématographique,» Revue & Corrigée, n° 8, printemps 1991, p. 22–25. (En francès)
- Jean-Michel Frodon, «Les enquêteurs du consideració,» Le Monde, 27 janvier 1994. (En francès)
- Dominique Noguez, «Préface à la rétrospective à la Galerie nationale du Jeu de Paume,» février–mars 1994. (En francès)
- Vincent Ostria, «Patrick Bokanowski,» Cahiers du cinéma, n° 478, avril 1994, p. 10–11. (En francès)
- Jacques Kermabon, «Retrat Patrick Bokanowski,» Bref, le revista du tribunal métrage, n° 20, février–mars–avril 1994, p. 17–19. (En francès)
- «Patrick Bokanowski,» Catàleg sous la direcció de Jean-Michel Bouhours, L'art du mouvement: Col·lecció cinématographique du Musée nacional d'art moderne, 1919–1996, Paris, Centre Georges Pompidou, 1996, p. 52–53. (En francès)
- Scott MacDonald, "Patrick Bokanowski en L'Àngel," Un Cinema Crític: Entrevistes amb Independent Filmmakers 3, Oakland, Universitat de Premsa de Califòrnia, 1998, pp. 262–273.
- Dominique Noguez, Éloge du cinéma expérimental, Classiques de l'Avantguarda, Paris, Éditions Paris Expérimental, 2ème édition, 1999. (En francès)
- Hugo Bélit, «Des flammes! Notes sur trois tribunals métrages de Patrick Bokanowski,» Bref, le revista du tribunal métrage, n° 42, automne 1999, p. 10–11. (En francès)
- Patrick Bokanowski, «Réflexions optiques,» Sous la direcció de cristià Lebrat et Nicole Brenez, Jeune, dure et pur! Une histoire du cinéma d'Avantguarda et expérimental en França, Paris et Milà, Cinémathèque française, Musée du cinéma, et Mazzotta, 2001, p. 486–489. (En francès)
- Hugo Bélit, «Bokanowski, Patrick,» Sous la direcció de Jacky Evrard et Jacques Kermabon, Une encyclopédie du tribunal-métrage français, Côté cinéma, Pantin et Crisnée, Éditions festival Côté Tribunal et Groc Ara, 2004, p. 54–59. (En francès)
- Tamara Rama i Carmen Lloret, «Descobrint i Revelant el Mirall: Reverberacions Mòbils dins Patrick Bokanowski Animated Pel·lícules,» Animació: Una Revista Interdisciplinària. SÀLVIA de Regne Unit que publica. Vol 14; Assumpte 2, 2019, pp. 83–101. Https://doi.org/10.1177/1746847719856997